# Итажимирин
Итажимирин (порт. Itagimirim)  —  муниципалитет в Бразилии, входит в штат Баия. Составная часть мезорегиона Юг штата Баия. Входит в экономико-статистический микрорегион Порту-Сегуру. Население составляет 7612 человека на 2006 год. Занимает площадь 817,306 км². Плотность населения — 9,3 чел./км².
Праздник города — 23 апреля.

## Статистика
- Валовой внутренний продукт на 2003 год составляет 34 887 422,00 реалов (данные: Бразильский институт географии и статистики).
- Валовой внутренний продукт на душу населения на 2003 год составляет 4551,52 реалов (данные: Бразильский институт географии и статистики).
- Индекс развития человеческого потенциала на 2000 год составляет 0,633 (данные: Программа развития ООН).

## География
Климат местности: сухой.